# Kloster Sankt Katharinen (bei Bad Kreuznach)

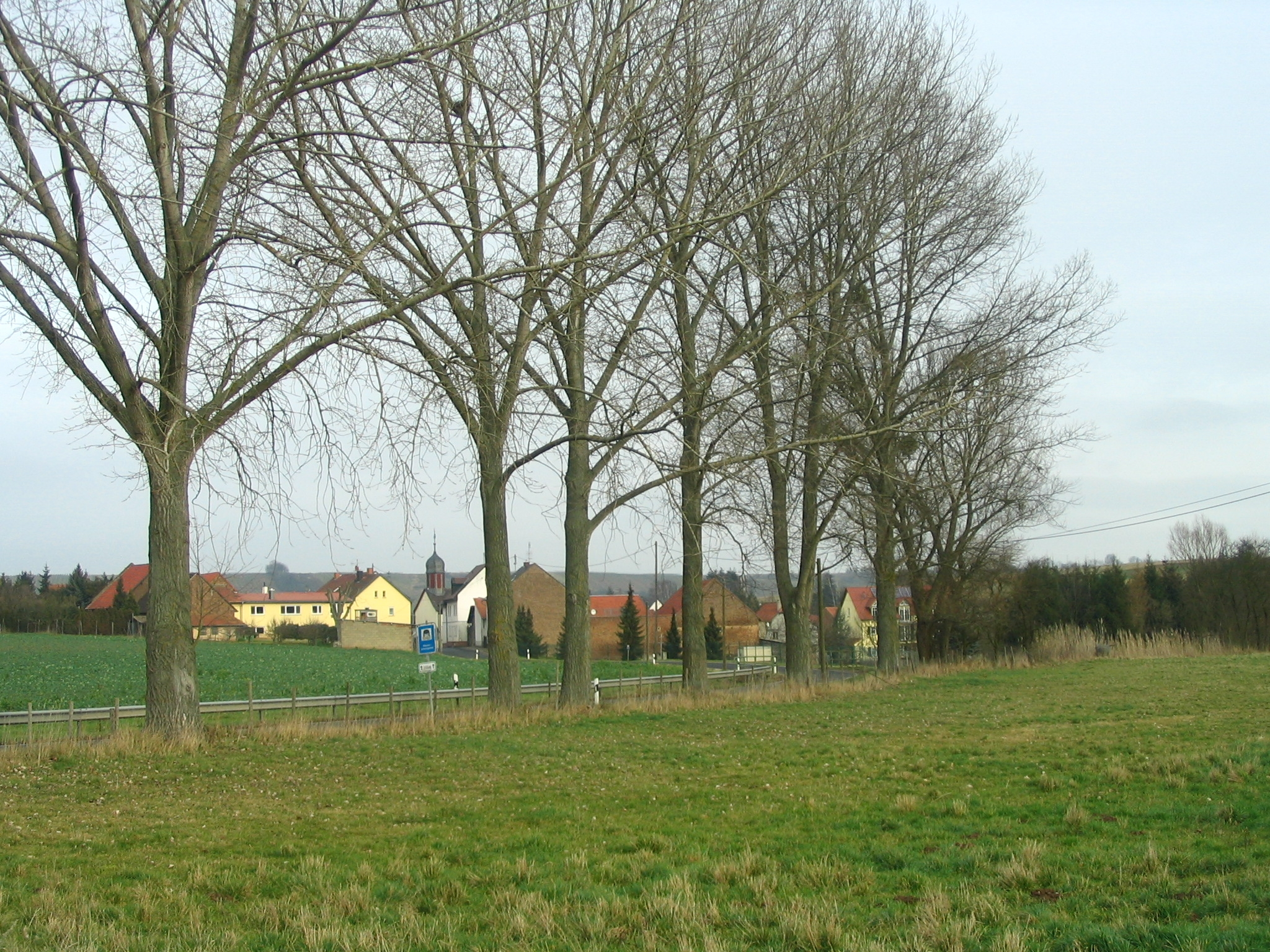
Ortsansicht 2007

Das Kloster Sankt Katharinen lag in der Gemarkung der heutigen Ortsgemeinde Sankt Katharinen bei Bad Kreuznach und war ein Zisterzienserinnenkloster. Es wurde am Anfang des 13. Jahrhunderts – 1219 bestätigte Erzbischof Siegfried II. von Mainz die Niederlassung – von den Nonnen des Klosters Kumbd besiedelt und 1574 von der Kurpfalz aufgehoben. Die Aufsicht führte der Abt des Klosters Eberbach im Rheingau. Es zählte zu den inkorporierten Klöstern Eberbachs.
Die von Christian von Stramberg und Heinrich Pröhle auf Deutsch wiedergegebene Gründungserzählung, die Jenseitserzählung eines Bauern Adalbert, geht auf die lateinische Sponheimer Chronik des Johannes Trithemius zurück.
Von dem Kloster sind keine baulichen Überreste erhalten. Es befand sich in der Nähe der heutigen Kapelle Allerseligste Jungfrau.
Koordinaten: 49° 51′ 59″ N, 7° 46′ 7″ O